# رباعي ببتيد

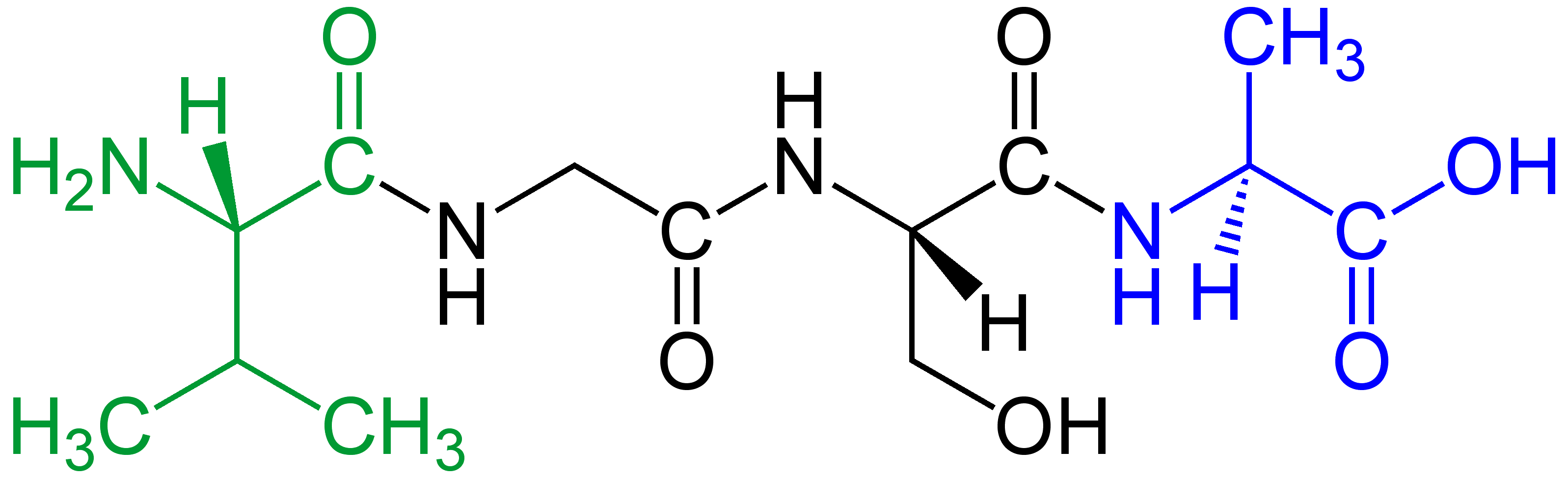
مثال على رباعي ببتيد مكون من (من اليسار إلى اليمين): فالين (Val) - غلايسين (Gly) - سيرين (Ser) - ألانين (Ala).

رباعي الببتيد هو ببتيد قليل التعدد متكون من أربعة أحماض أمينية مرتبطة ببعضها بروابط ببتيدية.
للعديد من رباعيات الببتيد فعالية دوائية، إذ تظهر غالباً إلفة نوعية لعدد من المستقبلات في التأشيرات بين البروتينية، وتوجد إما على شكل خطي أو على شكل حلقي.